# 닐스 아레스트뤼프
닐스 아레스트뤼프(프랑스어: Niels Arestrup, 1949년 2월 8일 ~ 2024년 12월 1일)는 프랑스의 배우이다.

## 출연 작품
- 맨 오브 마스크 - 마르셀 역
- 리턴 투 몬탁
- 시스터스 브라더스